# Abdullah Ommidvar
Abdullah Ommidvar Farhadi (Teherán, 29 de septiembre de 1932-Santiago de Chile, 14 de julio de 2022) fue un antropólogo, cineasta y productor cinematográfico iraní que realizó gran parte de su carrera en Chile. Fue considerado como una de las figuras fundamentales en el desarrollo del cine chileno.

## Carrera
Ommidvar estudió antropología cultural en la Universidad de Teherán. Dejó su país en 1954 para recorrer el mundo en motocicleta junto con su hermano Issa con una cámara de 16 mm. con la que hicieron 120 documentales. En 1963 llegó a Chile, donde publicó el libro Las 1001 aventuras de Abdullah, que dio origen a un programa de televisión de gran popularidad, titulado Las mil y una de Abdullah y emitido por Canal 13 entre 1967 y 1971.
Fue creador de la Fundación Chilena de las Imágenes en Movimiento, además de un estrecho colaborador de la Cineteca Nacional y miembro del directorio de la Fundación Centro Cultural La Moneda desde su apertura en 2006.
Trabajó como productor de películas como Más allá de Pipilco (1965), La niña en la palomera (1990) y Johnny cien pesos (1993), entre otras.
Falleció en Santiago el 14 de julio de 2022 a los 89 años de edad.

## Filmografía

### Como productor
- 1988: Consuelo
- 1990: La niña en la palomera
- 1993: Johnny cien pesos
- 1995: La rubia de Kennedy
- 1998: Gringuito
- 2000: Coronación
- 2000: Mi famosa desconocida